# Memoriał Henryka Łasaka 2006
Il Memoriał Henryka Łasaka 2006, ottava edizione della corsa, valida come evento dell'UCI Europe Tour 2006 categoria 1.1, si svolse il 13 agosto 2006 su un percorso di 194,6 km. Fu vinto dal ceco Petr Benčík, che terminò la gara in 4h37'22" alla media di 42,09 km/h.
Al traguardo 36 ciclisti portarono a termine il percorso.

## Ordine d'arrivo (Top 10)
| Pos. | Corridore           | Squadra       | Tempo    |
| ---- | ------------------- | ------------- | -------- |
| 1    | Petr Benčík         | PSK Whirlpool | 4h37'22" |
| 2    | Marcin Sapa         | Team Knauff   | s.t.     |
| 3    | Bartłomiej Matysiak | Legia         | a 16"    |
| 4    | Radek Blahut        | PSK Whirlpool | s.t.     |
| 5    | Tomasz Lisowicz     | Team Knauff   | a 4'32"  |
| 6    | Wojciech Pawlak     | Team Knauff   | s.t.     |
| 7    | Stanislav Kozubek   | PSK Whirlpool | s.t.     |
| 8    | Andrei Mustonen     | Kalev         | s.t.     |
| 9    | Jan Faltynek        | PSK Whirlpool | s.t.     |
| 10   | Roman Broniš        | Dukla Trenčín | s.t.     |